# أحمد محمد شرف الدين
أحمد محمد شرف الدين (مواليد 1938) لاعب كرة قدم سوداني. تنافس في بطولة الرجال في دورة الألعاب الاولمبية الصيفية لعام 1972 .

## روابط خارجية
- أحمد محمد شرف الدين على موقع أوليمبيديا (الإنجليزية)